# Темнопольна мікроскопія

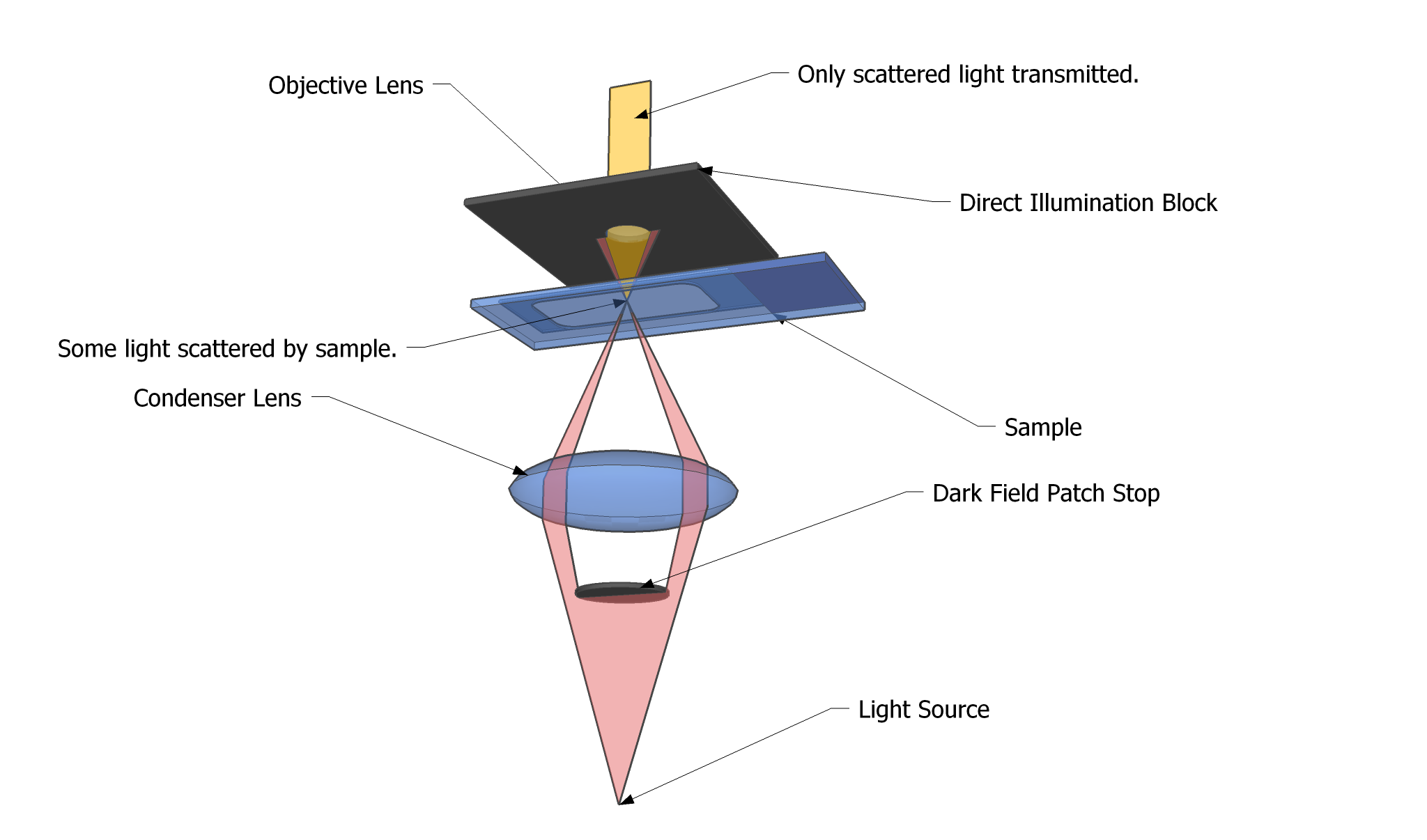
Одна із можливих схем отримання темнопольного зображення

Темнопольна мікроскопія — метод отримання зображення в оптичних та електронних мікроскопах, при якому на об'єктив потрапляє тільки розсіяний пучок, а інтенсивний опорний пучок відсікається. Як наслідок, зображення зразків виходить світлим на темному полі. Відсікання основного опорного пучка збільшує контрастність зображення, оскільки нема інтенсивного тла. Водночас, використання гірше сфокусованого розсіяного пучка зменшує роздільну здатність.
Недоліком темнопольної мікроскопії часто є те, що розсіяний пучок надто слабкий, що вимагає сильних пучків, які можуть пошкодити зразок. Загалом, зображення, отримані у світлому й темному полях часто не є простими негативами одне, щодо іншого — на них видно різні деталі. Зазвичай обидва методи використовують паралельно. 
В електронних мікроскопах при вивченні кристалічних речовин використовується Бреггівське розсіяння. Завдяки цьому на зображеннях у темному полі зазвичай краще видно області з дефектами кристалічної структури, де умови Брегга порушуються. 